# Sobarocephala distincta
Sobarocephala distincta är en tvåvingeart som beskrevs av Soos 1965. Sobarocephala distincta ingår i släktet Sobarocephala och familjen träflugor. Inga underarter finns listade i Catalogue of Life.